# Internationale luchthaven Dalian Zhoushuizi
De internationale luchthaven Dalian Zhoushuizi (Chinees: 大连周水子国际机场, Hanyu pinyin: Dàlián Zhōushuǐzi Guójì Jīchǎng, Engels: Dalian Zhoushuizi International Airport) is een luchthaven op 10 kilometer ten noordwesten van Dalian, China. De luchthaven bedient Dalian en de rest van de provincie Liaoning.
De luchthaven opende in 1927 toen het gebied nog onder Japans bewind was. Van 1945 tot 1955 was de luchthaven onder Sovjetcontrole alvorens overgeleverd te worden in 1955 aan de Luchtmacht van het Volksbevrijdingsleger. In 1973 volgde een conversie naar een burgerluchtveld. In 2015 maakten ruim 14 miljoen passagiers gebruik van de luchthaven. De luchthaven is de hub voor Dalian Airlines en een secundaire hub voor Tianjin Airlines, maar eveneens een focuslocatie voor onder meer China Southern Airlines en Hainan Airlines.
Een nieuwe luchthaven voor Dalian: Dalian Jinzhouwan International Airport, wordt gebouwd op een grote uit de zee gewonnen landvlakte. Oplevering is gepland voor 2025.